# Coenrad Zuidema
Coenrad (Coen) Zuidema (ur. 29 sierpnia 1942) – holenderski szachista, mistrz międzynarodowy od 1964 roku.

## Kariera szachowa
Pierwszy międzynarodowy sukces odniósł w 1961 r., zajmując w Hadze IV m. (za Bruno Parmą, Florinem Gheorghiu i Aleksandrem Kuindżim) w mistrzostwach świata juniorów do 20 lat. W 1963 r. zwyciężył w Beverwijk (turniej Hoogovens–B) oraz zajął II m. w Amsterdamie (turniej IBM–B, za Heinzem Lehmannem), awansując do ścisłej czołówki holenderskich szachistów. W 1964, 1966, 1970 i 1972 r. czterokrotnie reprezentował narodowe barwy na szachowych olimpiadach, natomiast w 1965 r. uczestniczył w rozegranym w Hamburgu finale drużynowych mistrzostw Europy. Był również sześciokrotnym (w latach 1964–1974) reprezentantem kraju na drużynowym turnieju o Puchar Clare Benedict, czterokrotnie zdobywając wspólnie z drużyną medale (złoty, dwa srebrne i brązowy), jak również dwukrotnie (1960, 1966) na drużynowych mistrzostwach świata studentów.
Wielokrotnie startował w finałach indywidualnych mistrzostw Holandii, zdobywając cztery medale: złoty (1972) i trzy srebrne (1965, 1970, 1973). W 1971 r. podzielił IV-V m. (za Janem Timmanem, Robertem Hartochem i Andrasem Adorjanem, wspólnie z Bjørnem Brinckiem-Claussenem) w turnieju Hoogovens–B w Wijk aan Zee. Pod koniec lat 70. zakończył szachową karierę.
Najwyższy ranking w karierze osiągnął 1 stycznia 1977 r., z wynikiem 2450 punktów zajmował wówczas 5. miejsce wśród holenderskich szachistów.